# Henicops maculatus
Henicops maculatus är en mångfotingart som beskrevs av Newport 1845. Henicops maculatus ingår i släktet Henicops och familjen fåögonkrypare. Inga underarter finns listade i Catalogue of Life.